# Delphacodes alexanderi
Delphacodes alexanderi är en insektsart som först beskrevs av Metcalf 1923.  Delphacodes alexanderi ingår i släktet Delphacodes och familjen sporrstritar. Inga underarter finns listade i Catalogue of Life.